# Juraj Filas
Juraj Filas (Košice, 5 marzo 1955 – Praga, 31 dicembre 2021) è stato un compositore slovacco.
La musica di Filas, trasmessa di frequente dalla radio ceca e da quella slovacca, si distingue per un intenso lirismo di ascendenza romantica, dove si colgono chiari rimandi all'arte compositiva di Beethoven, Mahler e Verdi.

## Biografia
Nel 1976 ottenne un diploma di canto al conservatorio di Praga, mentre nel 1981 si diplomò in composizione. 
La sua produzione include oltre 100 composizioni, come sinfonie, cantate, numerose pagine per gruppi da camera, le opere Memento Mori e Jane Eyre; il requiem Oratio Spei, che egli dedicò alle vittime degli attentati dell'11 settembre 2001.
Le sue composizioni nel corso del tempo sono state eseguite da noti interpreti come il trombonista della New York Philharmonic Joseph Alessi, il trombettista Otto Sauer, oltre a complessi strumentali e orchestre in Europa, Asia e negli USA all'interno di prestigiose manifestazioni come il Beethovenfest di Bonn e il Festival della Primavera di Praga. 
Residente a Praga, morì per complicazioni legate al COVID-19 il 31 dicembre 2021, all'età di 66 anni.

## Composizioni
- Palpito, dramma sinfonico (1981)
- Sinfonia da camera n.1 (1982)
- Sinfonia n.1 "Le feste amorose"  (1984)
- Sinfonia n.2 "La vampa dell'amore"  (1985)
- Sinfonia da camera n.2 (1985)
- Popolosa, ouverture sinfonica (1988)
- Hommage à Dvořák (fantasia dal nuovo mondo), (1991)
- Symphonie nach Mass (1994)
- L'ultimo cavaliere, ouverture sinfonica (1995)
- Byla cesta (C'era una via...) per orchestra da camera, organo e timpani (2004)
- Trebbia, ouverture sinfonica (2006)
- Sinfonia n. 3 per narratore, sintetizzatore e orchestra (2007–2008)